# Bułgaria na Letnich Igrzyskach Olimpijskich 2016
Bułgaria na Letnich Igrzyskach Olimpijskich 2016 – występ kadry sportowców reprezentujących Bułgarię na igrzyskach olimpijskich w Rio de Janeiro. Reprezentacja liczyła 51 zawodników – 29 mężczyzn i 22 kobiety. Był to dwudziesty start reprezentacji Bułgarii na letnich igrzyskach olimpijskich.

## Zdobyte medale
| Medal  | Zawodnik                                                                                     | Dyscyplina             | Konkurencja      | Rezultat                                                                            | Data        | Źródło            |
| ------ | -------------------------------------------------------------------------------------------- | ---------------------- | ---------------- | ----------------------------------------------------------------------------------- | ----------- | ----------------- |
| Srebro | Mireła Demirewa                                                                              | Lekkoatletyka          | skok wzwyż       | 1,97                                                                                | 20 sierpnia | [ 2 ] [ 3 ] [ 4 ] |
| Brąz   | Elica Jankowa                                                                                | Zapasy                 | waga do 48 kg    | W pojedynku o brązowy medal pokonała reprezentantkę Argentyny Patricię Bermúdez 7:6 | 17 sierpnia | [ 5 ] [ 6 ] [ 7 ] |
| Brąz   | Reneta Kamberowa Lubomira Kazanowa Michaeła Maewska Cwetelina Najdenowa Christijana Todorowa | Gimnastyka artystyczna | zawody drużynowe | 35,766                                                                              | 21 sierpnia | [ 8 ] [ 9 ]       |

## Reprezentanci

### Badminton
Kobiety
| Zawodniczka                    | Konkurencja    | Faza grupowa                           | Faza grupowa                        | Faza grupowa                           | Faza grupowa | 1/8                           | Ćwierćfinał         | Półfinał            | Finał/BM            | Finał/BM | Źródło               |
| Zawodniczka                    | Konkurencja    | Przeciwniczki Wynik                    | Przeciwniczki Wynik                 | Przeciwniczki Wynik                    | Miejsce      | Przeciwniczki Wynik           | Przeciwniczki Wynik | Przeciwniczki Wynik | Przeciwniczki Wynik | Miejsce  | Źródło               |
| ------------------------------ | -------------- | -------------------------------------- | ----------------------------------- | -------------------------------------- | ------------ | ----------------------------- | ------------------- | ------------------- | ------------------- | -------- | -------------------- |
| Linda Zecziri                  | gra pojedyncza | Jaquet W 2-0 (21-17, 21-15)            | Gilmour W 2-1 (12-21, 21-17, 21-16) | —                                      | 1. Q         | Sung J-h P 0-2 (15-21, 12-21) | NQ                  | NQ                  | NQ                  | NQ       | [ 10 ] [ 11 ] [ 12 ] |
| Gabrieła Stoewa Stefani Stoewa | gra podwójna   | Chang Y-n Lee S-h P 0-2 (22-24, 15-21) | Tang Yu P 0-2 (145-21, 11-21)       | Goliszewski Nelte W 2-0 (21-14, 21-19) | 3.           | —                             | NQ                  | NQ                  | NQ                  | NQ       | [ 13 ] [ 14 ] [ 15 ] |

### Boks
Mężczyźni
| Zawodnik      | Konkurencja     | 1/16             | 1/8              | Ćwierćfinał      | Półfinał         | Finał            | Finał   | Źródło               |
| Zawodnik      | Konkurencja     | Przeciwnik Wynik | Przeciwnik Wynik | Przeciwnik Wynik | Przeciwnik Wynik | Przeciwnik Wynik | Miejsce | Źródło               |
| ------------- | --------------- | ---------------- | ---------------- | ---------------- | ---------------- | ---------------- | ------- | -------------------- |
| Danieł Asenow | waga musza      | Martínez W 2-1   | Flissi P 1-2     | NQ               | NQ               | NQ               | NQ      | [ 16 ] [ 17 ] [ 18 ] |
| Simeon Czamow | waga półśrednia | Şipal W 3-0      | Adi P 0-3        | NQ               | NQ               | NQ               | NQ      | [ 19 ] [ 20 ] [ 21 ] |

Kobiety
| Zawodniczka       | Konkurencja | 1/8                 | Ćwierćfinał         | Półfinał            | Finał               | Finał   | Źródło               |
| Zawodniczka       | Konkurencja | Przeciwniczka Wynik | Przeciwniczka Wynik | Przeciwniczka Wynik | Przeciwniczka Wynik | Miejsce | Źródło               |
| ----------------- | ----------- | ------------------- | ------------------- | ------------------- | ------------------- | ------- | -------------------- |
| Stanimira Petrowa | waga musza  | Kob P 1-2           | NQ                  | NQ                  | NQ                  | NQ      | [ 22 ] [ 23 ] [ 24 ] |

### Gimnastyka

#### Gimnastyka artystyczna
| Zawodniczka       | Konkurencja           | Eliminacje | Eliminacje | Eliminacje | Eliminacje | Eliminacje | Eliminacje | Finał    | Finał    | Finał    | Finał    | Finał  | Finał   | Źródło        |
| Zawodniczka       | Konkurencja           | Przyrząd   | Przyrząd   | Przyrząd   | Przyrząd   | Razem      | Miejsce    | Przyrząd | Przyrząd | Przyrząd | Przyrząd | Razem  | Miejsce | Źródło        |
| Zawodniczka       | Konkurencja           | H          | B          | C          | R          | Razem      | Miejsce    | H        | B        | C        | R        | Razem  | Miejsce | Źródło        |
| ----------------- | --------------------- | ---------- | ---------- | ---------- | ---------- | ---------- | ---------- | -------- | -------- | -------- | -------- | ------ | ------- | ------------- |
| Newjana Władinowa | wielobój indywidualny | 17,666     | 17,700     | 17,800     | 17,800     | 70,966     | 6. Q       | 17,883   | 17,750   | 18,050   | 17,0,50  | 70,733 | 7.      | [ 25 ] [ 26 ] |

| Zawodniczki                                                                                  | Konkurencja      | Eliminacje | Eliminacje | Eliminacje | Eliminacje | Finał    | Finał    | Finał  | Finał   | Źródło      |
| Zawodniczki                                                                                  | Konkurencja      | Przyrząd   | Przyrząd   | Razem      | Miejsce    | Przyrząd | Przyrząd | Razem  | Miejsce | Źródło      |
| Zawodniczki                                                                                  | Konkurencja      | 5R         | 3C 2H      | Razem      | Miejsce    | 5R       | 3C 2H    | Razem  | Miejsce | Źródło      |
| -------------------------------------------------------------------------------------------- | ---------------- | ---------- | ---------- | ---------- | ---------- | -------- | -------- | ------ | ------- | ----------- |
| Reneta Kamberowa Lubomira Kazanowa Michaeła Maewska Cwetelina Najdenowa Christijana Todorowa | zawody drużynowe | 17,566     | 16,616     | 34,182     | 7. Q       | 17,700   | 18,066   | 35,766 | 3.      | [ 8 ] [ 9 ] |

### Judo
Mężczyźni
| Zawodnik         | Konkurencja | 1/32             | 1/16                | 1/8                    | Ćwierćfinał       | Półfinał         | Repasaże             | Finał/BM         | Finał/BM | Źródło               |
| Zawodnik         | Konkurencja | Przeciwnik Wynik | Przeciwnik Wynik    | Przeciwnik Wynik       | Przeciwnik Wynik  | Przeciwnik Wynik | Przeciwnik Wynik     | Przeciwnik Wynik | Pozycja  | Źródło               |
| ---------------- | ----------- | ---------------- | ------------------- | ---------------------- | ----------------- | ---------------- | -------------------- | ---------------- | -------- | -------------------- |
| Janisław Gerczew | - 60 kg     | BYE              | Tsai M-hy W 110-000 | Papinaszwili P 000-100 | NQ                | NQ               | NQ                   | NQ               | NQ       | [ 27 ] [ 28 ] [ 29 ] |
| Iwajło Iwanow    | - 81 kg     | BYE              | de Wit W 110-000    | Lee S-s W 010-000      | Stevens P 000-100 | NQ               | Marconcini P 000-100 | NQ               | NQ       | [ 27 ] [ 30 ] [ 31 ] |

### Kajakarstwo

#### Kajakarstwo klasyczne
Mężczyźni
| Zawodnik         | Konkurencje | Eliminacje | Eliminacje | Półfinał | Półfinał | Finał    | Finał   | Pozycja | Źródło               |
| Zawodnik         | Konkurencje | Czas       | Miejsce    | Czas     | Miejsce  | Czas     | Miejsce | Pozycja | Źródło               |
| ---------------- | ----------- | ---------- | ---------- | -------- | -------- | -------- | ------- | ------- | -------------------- |
| Angeł Kodinow    | C-1 200 m   | 42,694     | 4. Q       | 42,925   | 7.       | NQ       | NQ      | NQ      | [ 32 ] [ 33 ]        |
| Angeł Kodinow    | C-1 1000 m  | 4:27,904   | 5. Q       | 4:30,574 | 6. FB    | 4:10,102 | 6.      | 14.     | [ 34 ] [ 35 ] [ 36 ] |
| Mirosław Kirczew | K-1 1000 m  | 3:39,363   | 3. Q       | NQ       | NQ       | NQ       | NQ      | NQ      | [ 37 ] [ 38 ] [ 39 ] |

### Kolarstwo
Mężczyźni
| Zawodnik        | Konkurencja                | Czas | Miejsce | Źródło               |
| --------------- | -------------------------- | ---- | ------- | -------------------- |
| Stefan Christow | wyścig ze startu wspólnego | DNF  | DNF     | [ 40 ] [ 41 ] [ 42 ] |

### Lekkoatletyka
Mężczyźni
| Zawodnik    | Konkurencja                   | Eliminacje | Eliminacje | Finał | Finał   | Źródło               |
| Zawodnik    | Konkurencja                   | Wynik      | Miejsce    | Wynik | Miejsce | Źródło               |
| ----------- | ----------------------------- | ---------- | ---------- | ----- | ------- | -------------------- |
| Mitko Cenow | bieg na 3000 m z przeszkodami | 8:54,79    | 14.        | NQ    | NQ      | [ 43 ] [ 44 ] [ 45 ] |

| Zawodnik        | Konkurencja    | Eliminacje | Eliminacje | Finał    | Finał   | Źródło               |
| Zawodnik        | Konkurencja    | Rezultat   | Miejsce    | Rezultat | Miejsce | Źródło               |
| --------------- | -------------- | ---------- | ---------- | -------- | ------- | -------------------- |
| Rumen Dimitrow  | trójskok       | 16,36      | 26.        | NQ       | NQ      | [ 46 ] [ 47 ] [ 48 ] |
| Georgi Conow    | trójskok       | 15,20      | 39.        | NQ       | NQ      | [ 46 ] [ 47 ] [ 48 ] |
| Tichomir Iwanow | skok wzwyż     | 2,29       | =1. Q      | 2,29     | 10.     | [ 49 ] [ 50 ] [ 51 ] |
| Georgi Iwanow   | pchnięcie kulą | 19,49      | 25.        | NQ       | NQ      | [ 52 ] [ 53 ] [ 54 ] |

Kobiety
| Zawodniczka      | Konkurencja                   | Eliminacje | Eliminacje | Ćwierćfinał | Ćwierćfinał | Półfinał | Półfinał | Finał   | Finał   | Źródło               |
| Zawodniczka      | Konkurencja                   | Wynik      | Miejsce    | Wynik       | Miejsce     | Wynik    | Miejsce  | Wynik   | Miejsce | Źródło               |
| ---------------- | ----------------------------- | ---------- | ---------- | ----------- | ----------- | -------- | -------- | ------- | ------- | -------------------- |
| Iwet Łałowa      | bieg na 100 m                 | BYE        | BYE        | 11,35       | 3. q        | DNS      | DNS      | NQ      | NQ      | [ 55 ] [ 56 ] [ 57 ] |
| Iwet Łałowa      | bieg na 200 m                 | —          | —          | 22,61       | 1. Q        | 22,42    | 2. Q     | 22,69   | 8.      | [ 58 ] [ 59 ] [ 60 ] |
| Milica Mirczewa  | maraton                       | —          | —          | —           | —           | —        | —        | 2:51:06 | 108.    | [ 61 ] [ 62 ] [ 63 ] |
| Siłwija Dynekowa | bieg na 3000 m z przeszkodami | DNS        | DNS        | —           | —           | —        | —        | NQ      | NQ      | [ 64 ] [ 65 ] [ 66 ] |

| Zawodniczka          | Konkurencja    | Eliminacje | Eliminacje | Finał    | Finał   | Źródło               |
| Zawodniczka          | Konkurencja    | Rezultat   | Miejsce    | Rezultat | Miejsce | Źródło               |
| -------------------- | -------------- | ---------- | ---------- | -------- | ------- | -------------------- |
| Gabrieła Petrowa     | trójskok       | 13,92      | 22.        | NQ       | NQ      | [ 67 ] [ 68 ] [ 69 ] |
| Mireła Demirewa      | skok wzwyż     | 1,94       | 9. Q       | 1,97     | 2.      | [ 2 ] [ 3 ] [ 4 ]    |
| Radosława Mawrodiewa | pchnięcie kulą | 17,20      | 21.        | NQ       | NQ      | [ 70 ] [ 71 ] [ 72 ] |

### Pięciobój nowoczesny
| Zawodnik          | Konkurencja | Szermierka | Szermierka | Szermierka | Pływanie | Pływanie | Pływanie | Jazda konna | Jazda konna | Jazda konna | Kombinacja: strzelanie/bieg przełajowy | Kombinacja: strzelanie/bieg przełajowy | Kombinacja: strzelanie/bieg przełajowy | Suma punktów | Pozycja | Źródło               |
| Zawodnik          | Konkurencja | Wynik      | M.         | Punkty     | Czas     | M.       | Punkty   | Kary        | M.          | Punkty      | Czas                                   | M.                                     | Punkty                                 | Suma punktów | Pozycja | Źródło               |
| ----------------- | ----------- | ---------- | ---------- | ---------- | -------- | -------- | -------- | ----------- | ----------- | ----------- | -------------------------------------- | -------------------------------------- | -------------------------------------- | ------------ | ------- | -------------------- |
| Dimityr Krystanow | mężczyźni   | 19-16      | 14.        | 214        | 2:04,96  | 19.      | 326      | EL          | 33.         | 0           | 11:02,95                               | 2.                                     | 638                                    | 1179         | 33.     | [ 73 ] [ 74 ] [ 75 ] |

### Pływanie
Mężczyźni
| Zawodnik           | Konkurencja           | Eliminacje | Eliminacje | Półfinał | Półfinał | Finał   | Finał   | Źródło        |
| Zawodnik           | Konkurencja           | Czas       | Miejsce    | Czas     | Miejsce  | Czas    | Miejsce | Źródło        |
| ------------------ | --------------------- | ---------- | ---------- | -------- | -------- | ------- | ------- | ------------- |
| Aleksandyr Nikołow | 100 m stylem dowolnym | 50,08      | 41.        | NQ       | NQ       | NQ      | NQ      | [ 76 ] [ 77 ] |
| Wencisław Ajdarski | 10 km                 | —          | —          | —        | —        | 1:53,16 | 14.     | [ 78 ] [ 79 ] |

Kobiety
| Zawodniczka    | Konkurencja           | Eliminacje | Eliminacje | Półfinał | Półfinał | Finał | Finał   | Źródło               |
| Zawodniczka    | Konkurencja           | Czas       | Miejsce    | Czas     | Miejsce  | Czas  | Miejsce | Źródło               |
| -------------- | --------------------- | ---------- | ---------- | -------- | -------- | ----- | ------- | -------------------- |
| Nina Rangełowa | 100 m stylem dowolnym | 55,71      | 31.        | NQ       | NQ       | NQ    | NQ      | [ 80 ] [ 81 ] [ 82 ] |
| Nina Rangełowa | 200 m stylem dowolnym | 1:58,57    | 22.        | NQ       | NQ       | NQ    | NQ      | [ 83 ] [ 84 ] [ 85 ] |

### Strzelectwo
Mężczyźni
| Zawodnik      | Konkurencja                               | Kwalifikacje | Kwalifikacje | Finał  | Finał   | Źródło               |
| Zawodnik      | Konkurencja                               | Punkty       | Miejsce      | Punkty | Miejsce | Źródło               |
| ------------- | ----------------------------------------- | ------------ | ------------ | ------ | ------- | -------------------- |
| Samuił Donkow | pistolet pneumatyczny, 10 m               | 572          | 34.          | NQ     | NQ      | [ 86 ] [ 87 ] [ 88 ] |
| Samuił Donkow | pistolet dowolny, 50 m                    | 541          | 32.          | NQ     | NQ      | [ 89 ] [ 90 ] [ 91 ] |
| Anton Rizow   | karabin pneumatyczny, 10 m                | 617,2        | 42.          | NQ     | NQ      | [ 92 ] [ 93 ] [ 94 ] |
| Anton Rizow   | karabin małokalibrowy, trzy postawy, 50 m | 1161         | 35.          | NQ     | NQ      | [ 95 ] [ 96 ] [ 97 ] |
| Anton Rizow   | karabin małokalibrowy leżąc, 50 m         | 621,2        | 27.          | NQ     | NQ      | [ 89 ] [ 98 ] [ 99 ] |

Kobiety
| Zawodniczka      | Konkurencja                 | Kwalifikacje | Kwalifikacje | Półfinał | Półfinał | Finał  | Finał   | Źródło                  |
| Zawodniczka      | Konkurencja                 | Punkty       | Miejsce      | Punkty   | Miejsce  | Punkty | Miejsce | Źródło                  |
| ---------------- | --------------------------- | ------------ | ------------ | -------- | -------- | ------ | ------- | ----------------------- |
| Antoaneta Bonewa | pistolet pneumatyczny, 10 m | 371          | 41.          | —        | —        | NQ     | NQ      | [ 100 ] [ 101 ] [ 102 ] |
| Antoaneta Bonewa | pistolet sportowy, 25 m     | 583          | 5. Q         | 11       | 8.       | NQ     | NQ      | [ 103 ] [ 104 ] [ 105 ] |

### Szermierka
Mężczyźni
| Zawodnik      | Konkurencja          | 1/16               | 1/8              | Ćwierćfinał      | Półfinał         | Finał/BM         | Finał/BM | Źródło                  |
| Zawodnik      | Konkurencja          | Przeciwnik Wynik   | Przeciwnik Wynik | Przeciwnik Wynik | Przeciwnik Wynik | Przeciwnik Wynik | Pozycja  | Źródło                  |
| ------------- | -------------------- | ------------------ | ---------------- | ---------------- | ---------------- | ---------------- | -------- | ----------------------- |
| Panczo Paskow | szabla indywidualnie | Jakimienko W 15-14 | Szabo P 6-15     | NQ               | NQ               | NQ               | NQ       | [ 106 ] [ 107 ] [ 108 ] |

### Tenis ziemny
Mężczyźni
| Zawodnik        | Konkurencja    | 1/32             | 1/16             | 1/8              | Ćwierćfinał      | Półfinał         | Finał/BM         | Finał/BM | Źródło                  |
| Zawodnik        | Konkurencja    | Przeciwnik Wynik | Przeciwnik Wynik | Przeciwnik Wynik | Przeciwnik Wynik | Przeciwnik Wynik | Przeciwnik Wynik | Pozycja  | Źródło                  |
| --------------- | -------------- | ---------------- | ---------------- | ---------------- | ---------------- | ---------------- | ---------------- | -------- | ----------------------- |
| Grigor Dimitrow | gra pojedyncza | Čilić P 1:6, 4:7 | NQ               | NQ               | NQ               | NQ               | NQ               | NQ       | [ 109 ] [ 110 ] [ 111 ] |

Kobiety
| Zawodniczka       | Konkurencja    | 1/32                      | 1/16                | 1/8                 | Ćwierćfinał         | Półfinał            | Finał/BM            | Finał/BM | Źródło                  |
| Zawodniczka       | Konkurencja    | Przeciwniczka Wynik       | Przeciwniczka Wynik | Przeciwniczka Wynik | Przeciwniczka Wynik | Przeciwniczka Wynik | Przeciwniczka Wynik | Pozycja  | Źródło                  |
| ----------------- | -------------- | ------------------------- | ------------------- | ------------------- | ------------------- | ------------------- | ------------------- | -------- | ----------------------- |
| Cwetana Pironkowa | gra pojedyncza | Siegemund P 6:1, 4:6, 2:6 | NQ                  | NQ                  | NQ                  | NQ                  | NQ                  | NQ       | [ 112 ] [ 113 ] [ 114 ] |

### Wioślarstwo
Mężczyźni
| Zawodnik                        | Konkurencja     | Eliminacje | Eliminacje | Repasaże | Repasaże | Półfinał | Półfinał | Finał   | Finał   | Pozycja | Źródło                  |
| Zawodnik                        | Konkurencja     | Czas       | Miejsce    | Czas     | Miejsce  | Czas     | Miejsce  | Czas    | Miejsce | Pozycja | Źródło                  |
| ------------------------------- | --------------- | ---------- | ---------- | -------- | -------- | -------- | -------- | ------- | ------- | ------- | ----------------------- |
| Georgi Bożiłow Kristian Wasilew | dwójka podwójna | 6:44,31    | 4. R       | 6:20,56  | 2. SA/B  | 6:47,00  | 6. FB    | 7:00,85 | 3.      | 9.      | [ 115 ] [ 116 ] [ 117 ] |

### Zapasy
Mężczyźni
Styl wolny
| Zawodnik           | Konkurencja | Eliminacje          | 1/8                 | Ćwierćfinał      | Półfinał              | Repasaż 1        | Repasaż 2        | Finał/BM         | Finał/BM | Źródło                  |
| Zawodnik           | Konkurencja | Przeciwnik Wynik    | Przeciwnik Wynik    | Przeciwnik Wynik | Przeciwnik Wynik      | Przeciwnik Wynik | Przeciwnik Wynik | Przeciwnik Wynik | Miejsce  | Źródło                  |
| ------------------ | ----------- | ------------------- | ------------------- | ---------------- | --------------------- | ---------------- | ---------------- | ---------------- | -------- | ----------------------- |
| Władimir Dubow     | - 57 kg     | BYE                 | Dennis W 11-0       | Guidea W 10-0    | Chinczegaszwili P 4-8 | BYE              | BYE              | Əliyev P 4-5     | 5.       | [ 118 ] [ 119 ] [ 120 ] |
| Borisław Nowaczkow | - 65 kg     | Nasiri W 10-7       | Gómez P 4-7         | NQ               | NQ                    | NQ               | NQ               | NQ               | 8.       | [ 121 ] [ 122 ] [ 123 ] |
| Georgi Iwanow      | - 74 kg     | BYE                 | Makaraszwili P 8-13 | NQ               | NQ                    | NQ               | NQ               | NQ               | 12.      | [ 124 ] [ 125 ] [ 126 ] |
| Michaił Ganew      | - 86 kg     | Üjtümen W 5-0       | Karimi P 1-3        | NQ               | NQ                    | NQ               | NQ               | NQ               | 8.       | [ 127 ] [ 128 ] [ 129 ] |
| Dimityr Kumczew    | - 125 kg    | Petriaszwili P 0-10 | NQ                  | NQ               | NQ                    | NQ               | NQ               | NQ               | 18.      | [ 130 ] [ 131 ] [ 132 ] |

Styl klasyczny
| Zawodnik           | Konkurencja | 1/16               | 1/8                 | Ćwierćfinał      | Półfinał         | Repesaż 1        | Repesaż 2        | Finał/BM         | Finał/BM | Źródło                  |
| Zawodnik           | Konkurencja | Przeciwnik Wynik   | Przeciwnik Wynik    | Przeciwnik Wynik | Przeciwnik Wynik | Przeciwnik Wynik | Przeciwnik Wynik | Przeciwnik Wynik | Pozycja  | Źródło                  |
| ------------------ | ----------- | ------------------ | ------------------- | ---------------- | ---------------- | ---------------- | ---------------- | ---------------- | -------- | ----------------------- |
| Danieł Aleksandrow | - 75 kg     | Dżulfalakian W 3-2 | Bácsi W 0-8         | NQ               | NQ               | NQ               | NQ               | NQ               | 11.      | [ 133 ] [ 134 ] [ 135 ] |
| Nikołaj Bajrjakow  | - 85 kg     | BYE                | Budżamalin W 4-0    | Bełeniuk P 1-10  | NQ               | NQ               | Usman W 2-1      | Gamzatow P 1-4   | 5.       | [ 136 ] [ 137 ] [ 138 ] |
| Elis Guri          | - 98 kg     | Haloui W 8-0       | Nadareiszwili W 3-2 | Schön P 0-9      | NQ               | NQ               | NQ               | NQ               | 7.       | [ 139 ] [ 140 ] [ 141 ] |

Kobiety
| Zawodniczka          | Konkurencja | Eliminacje          | 1/8                 | Ćwierćfinał         | Półfinał            | Repasaż 1           | Repasaż 2           | Finał/BM            | Finał/BM | Źródło                  |
| Zawodniczka          | Konkurencja | Przeciwniczka Wynik | Przeciwniczka Wynik | Przeciwniczka Wynik | Przeciwniczka Wynik | Przeciwniczka Wynik | Przeciwniczka Wynik | Przeciwniczka Wynik | Miejsce  | Źródło                  |
| -------------------- | ----------- | ------------------- | ------------------- | ------------------- | ------------------- | ------------------- | ------------------- | ------------------- | -------- | ----------------------- |
| Elica Jankowa        | - 48 kg     | Muambo W' 10-0      | Dadaszewa W 9-6     | Castillo W 3-2      | Stadnik P 0-6       | —                   | BYE                 | Bermúdez W 7-6      | 5.       | [ 5 ] [ 6 ] [ 7 ]       |
| Mimi Christowa       | - 58 kg     | Orchon P 4-7        | NQ                  | NQ                  | NQ                  | NQ                  | NQ                  | NQ                  | 15.      | [ 142 ] [ 143 ] [ 144 ] |
| Tajbe Jusein Mustafa | - 63 kg     | BYE                 | Pirozhkova P 7-10   | NQ                  | NQ                  | NQ                  | NQ                  | NQ                  | 13.      | [ 145 ] [ 146 ] [ 147 ] |